# Comuna Blidcea, Ivankiv
Blidcea (în ucraineană Блідча) este o comună în raionul Ivankiv, regiunea Kiev, Ucraina, formată din satele Blidcea (reședința), Kolenți, Kolențivske și Leonivka.

## Demografie
Componența lingvistică a comunei Blidcea
     Ucraineană (98,2%)
     Rusă (1,66%)
     Alte limbi (0,07%)
Conform recensământului din 2001, majoritatea populației comunei Blidcea era vorbitoare de ucraineană (98,2%), existând în minoritate și vorbitori de rusă (1,66%).